# 난쟁이후티아속
난쟁이후티아속 또는 메소카프로미스속(Mesocapromys)은 후티아과에 속하는 설치류 속이다. 4종으로 이루어져 있다. 쿠바와 인근 제도에 제한적으로 분포한다.

## 특징
대형 설치류로 몸통 길이가 208~297mm이고 꼬리 길이 범위가 178~210mm이다. 털이 거칠다. 등 쪽은 짙은 갈색 또는 거무스레한 반면에 배 쪽은 약간 연한 색을 띤다. 머리는 크고 눈은 작다. 귀가 털 밖으로 드러나 있다. 다리는 짧고 꼬리는 몸길이의 약 1/4 정도이다.

## 분포
쿠바와 인근 섬에 널리 분포한다.

## 하위 종
4~5종이 알려져 있다.
- 카브레라후티아 (M. angelcabrerai)
- 큰귀후티아 (M. auritus)
- 검은꼬리후티아 (M. melanurus) - 최근 긴꼬리후티아속으로 분류한다.
- 난쟁이후티아 (M. nanus)
- 산펠리페후티아 (M. sanfelipensis)